# Nathan Ambrosioni
Nathan Ambrosioni (Grassa, 18 d'agost de 1999) és un guionista, director de cinema i Editor francès.

## Biografia
Va créixer a la ciutat de Puegmeinada.
Amb diversos amics, Nathan Ambrosioni va dirigir un primer llargmetratge, la pel·lícula de terror independent Hostile, després una altra titulada 'Therapy.
El gran públic el va descobrir el 2019 amb l'estrena de Les Drapeaux de papier, protagonitzada per Noémie Merlant i Guillaume Gouix: la pel·lícula traça relacions difícils entre un home acabat de sortir de la presó i la seva germana petita. Tot i que no tenia contactes ni experiència professional en el cinema quan va començar a fer aquesta pel·lícula, Nathan Ambrosioni es va convertir en el director més jove a beneficiar-se d'una beca del CNC.
"Nathan Ambrosioni: viatge d'un nen superdotat", va escriure la revista Première durant l'estrena de Les Drapeaux de papier, que va escriure (tenia només 17 anys en aquell moment), produït i editat.
Toni, en famille, que Nathan Ambrosioni va escriure, dirigir i editar
es va estrenar a França el 6 de setembre de 2023 i va guanyar el premi a la millor pel·lícula al Festival du Film de Demain a Vierzon. El mateix any, es va incorporar al jurat de la sisena edició del Festival de Curtmetratges de Dinan.
Es troba entre els 10 directors francesos més joves de l'any 2023 a la revista de Nova York "Elucid magazine"

## Filmografia
Llargmetratges
- 2018 : Les Drapeaux de papier
- 2023 : Toni, en famille
- 2025 : Les Enfants vont bien[13]

### Videoclips
- 2021 : Un peu d'Oxygène - Renard Tortue
- 2021 : Sanzaterrissage - Nils Handz

## Premis i distincions
- 2014 : per Hostile
  - El Samain del cinema fantàstic a Niça: millor director[14]
  - ToHorror Fantastic Film Festival : millor primera pel·lícula[15]
- 2018 : per Les Drapeaux de papier
  - Festival Premiers Plans d'Angers : Premi del públic - Jean Claude Brialy[16]
- 2023 : per Toni, en famille
  - Festival de cinema de demà:
    - Premi a la millor pel·lícula[17]
    - Premi al millor guió[17]
    - Premi del públic[17]

  - Festival de cinema francòfon d'Angoulême: selecció de  « Coups de cœur »[18]